# 内閣府政策統括官（共生社会政策担当）付参事官（高齢社会対策担当）
内閣府政策統括官（共生社会政策担当）付参事官（高齢社会対策担当）（ないかくふせいさくとうかつかん きょうせいしゃかいせいさくたんとう つきさんじかん こうれいしゃかいたいさくたんとう）は、内閣府政策統括官（共生社会政策担当）に置かれる参事官である。

## 概要
高齢社会対策基本法に基づき、政府が推進すべき基本的かつ総合的な高齢社会対策の指針として高齢社会対策大綱及び高齢社会白書を作成し、高齢社会対策の総合的な推進を図っている。
所掌
所掌事務要覧（内閣府）に所掌事務が規定されている。
```
（参事官（高齢社会対策担当））
高齢社会対策の大綱の作成及び推進に関すること。
```